# Kepler-1625b
Kepler-1625b – planeta pozasłoneczna okrążająca gwiazdę Kepler-1625. Została odkryta metodą tranzytową. Wokół planety prawdopodobnie krąży duży egzoksiężyc, pierwszy odkryty obiekt tego typu.

## Odkrycie i obserwacje
Planeta Kepler-1625b jest jedną z odkrytych przez Kosmiczny Teleskop Keplera dzięki jego długotrwałym obserwacjom gwiazd. Krzywa blasku gwiazdy wykazywała okresowe osłabienie, związane z przejściem planety przed tarczą gwiazdy, jednak ze względu na jej długi okres orbitalny Teleskop Keplera zaobserwował tylko trzy takie tranzyty. Na krzywą typową dla tranzytów gazowych olbrzymów nakładał się jednak dużo słabszy sygnał, który zwrócił uwagę naukowców. Wykluczono możliwość, że sygnał jest artefaktem pochodzącym od instrumentu, przeanalizowano wyjaśnienia astrofizyczne i stwierdzono, że najbardziej prawdopodobnym wyjaśnieniem jest obecność dużego księżyca, przechodzącego wraz z planetą przed tarczą gwiazdy.
Kosmiczny Teleskop Hubble’a obserwował następny tranzyt planety w październiku 2017 roku, z czterokrotnie większą precyzją. Rozpoczął się on 77,8 minuty wcześniej, niż oczekiwano. Taki efekt mogą dawać perturbacje ze strony innej, niezaobserwowanej planety, ale też przesunięcie środka masy układu przez księżyc; na to wyjaśnienie wskazuje też osłabienie blasku gwiazdy pod koniec obserwacji, które może być wytłumaczone zaobserwowaniem fragmentu tranzytu samego księżyca. Tranzyt planety trwał 19 godzin, około 3,5 godziny później pojawił się sygnał prawdopodobnie związany z tranzytem księżyca.

## Charakterystyka fizyczna
Gwiazda Kepler-1625 znajduje się w gwiazdozbiorze Łabędzia, w odległości około 2400 parseków (~8000 lat świetlnych) od Słońca. Ma podobną do niego masę, ale o około 80% większy promień. Oznacza to, że jest starsza od Słońca (system ma około 9 miliardów lat) i opuszcza już ciąg główny.
Planeta Kepler-1625b obiega swoją gwiazdę w około 287,4 dni (ok. 9,5 miesiąca). Inne parametry fizyczne tej planety są wyznaczone w odniesieniu do własności gwiazdy. Planeta ma rozmiar podobny do Jowisza i najprawdopodobniej kilkakrotnie większą masę. Jej orbita przebiega w granicach ekosfery układu, ale Kepler-1625b jest gazowym olbrzymem, a nie planetą podobną do Ziemi.
Jej prawdopodobny księżyc Kepler-1625b-I ma promień około czterokrotnie większy niż promień Ziemi. Jest obiektem wielkości Neptuna, wielokrotnie większym i masywniejszym niż jakikolwiek naturalny satelita w Układzie Słonecznym. Tak duży księżyc nie mógł uformować się w dysku wokół planety, jak np. układ księżyców Jowisza, ale raczej został przechwycony przez jej grawitację. Wyjaśnienie jego pochodzenia może wymagać rewizji istniejących modeli.
Orbita księżyca jest najprawdopodobniej kołowa, jednak najbardziej prawdopodobne rozwiązanie wskazuje, że jest nachylona o 45° w stosunku do orbity planety wokół gwiazdy. Okrąża on planetę w odległości około 40 jej promieni, co oznacza, że jego orbita jest dynamicznie stabilna.